# مسعود حاج‌رسولی
مسعود حاج‌رسولی (زادهٔ ۱۳۲۹ در سنندج – درگذشتهٔ ۲۳ فروردین ۱۳۹۹ در تهران) ملی‌پوش و قهرمان سابق بوکس اهل ایران بود.

## زندگی
مسعود حاجی‌رسولی در سال ۱۳۲۹ در سنندج استان کردستان متولد شد. او در سال ۱۳۵۰ مدرک لیسانس علوم نظامی خود را از دانشگاه افسری امام علی دریافت کرد. در سال ۱۳۷۷ در مقطع کارشناسی ارشد تربیت بدنی و علوم ورزشی، از دانشگاه رازی کرمانشاه فارغ‌التحصیل شد و در سال ۱۳۸۱ مدرک دکترای فیزیولوژی ورزشی خود را از دانشگاه آزاد دریافت نمود. او در دهه ۱۳۵۰ عضو تیم ملی بوکس ایران بود و مدال طلای قهرمانی آسیا را به‌دست‌آورد.
وی رئیس مرکز تحقیقات مصرف مواد و اختلالات رفتاری و عضو هیئت علمی دانشگاه آزاد واحد اسلامشهر بود.

## افتخارات ورزشی
- قهرمان بوکس نیروهای مسلح ایران (۱۳۴۸ - ۱۳۴۹ - ۱۳۵۰ - ۱۳۵۱ - ۱۳۵۲)[۲]
- قهرمان بوکس ایران (۱۳۴۹ مشهد - ۱۳۵۰ رشت)[۲]
- قهرمان بوکس آسیا (۱۹۷۱)[۲][۴]
- مقام سوم ارتش‌های جهان (۱۹۷۲ - ایتالیا)[۲]

## درگذشت
مسعود حاجی‌رسولی در ۲۳ فروردین ۱۳۹۹ به دلیل ابتلا به ویروس کرونا، در سن ۷۰ سالگی در بیمارستان درگذشت.